# 善行寺 (川口市)
善行寺（ぜんぎょうじ）は埼玉県川口市にある浄土真宗本願寺派の寺院である。山号は鶴谷山（かっこくざん）、本尊は阿弥陀如来。

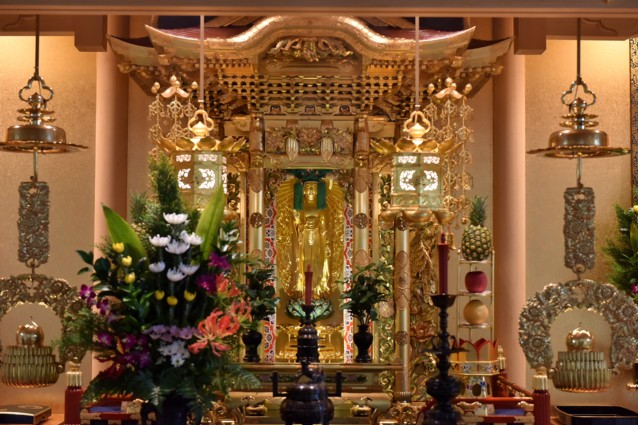
内陣荘厳
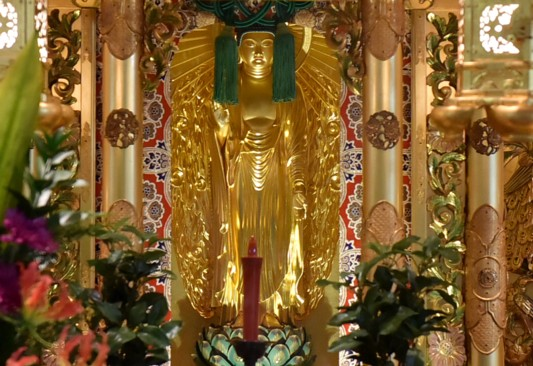
御本尊・阿弥陀如来立像

## アクセス
公共交通機関
- JR武蔵野線 / 埼玉高速鉄道線・東川口駅から徒歩15分
- 埼玉高速鉄道線・戸塚安行駅から徒歩15分
- 川口市 川口市コミュニティバス（みんななかまバス）戸塚スポーツセンター停留所から徒歩3分

自家用車
- 首都高速道路川口線・新井宿出入口から7分